# Пань Фейхун
Пань Фейхун (кит.: 潘 飞鸿, нар. 17 липня 1989) — китайська веслувальниця, бронзова призерка Олімпійських ігор 2016 року.

## Виступи на Олімпіадах
| Олімпіада           | Дисципліна               | Місце |
| ------------------- | ------------------------ | ----- |
| Ріо-де-Жанейро 2016 | парні двійки, легка вага | 3     |

## Зовнішні посилання
- Пань Фейхун — олімпійська статистика на сайті Sports-Reference.com (англ.) (архівна версія)

1. ↑  Feihong Pan